# Taiping, Xiangqiao
Taiping (kinesiska: 太平) är ett stadsdelsdistrikt i sydöstra Kina. Det ligger i stadsdistriktet Xiangqiao i staden Chaozhou i provinsen Guangdong, omkring 350 kilometer norr om provinshuvudstaden Guangzhou. Antalet invånare är 16 970. Befolkningen består av 8 605 kvinnor och 8 365 män. Barn under 15 år utgör 11,0 %, vuxna 15-64 år 74 %, och äldre över 65 år 14,0 %.